# Halowe Mistrzostwa Europy w Lekkoatletyce 1996
XXIV Halowe Mistrzostwa Europy odbyły się 8–10 marca 1996 w Sztokholmie w hali Globen Arena.

## Klasyfikacja medalowa
| Pozycja | Państwo         | Złoto | Srebro | Brąz | Razem |
| ------- | --------------- | ----- | ------ | ---- | ----- |
| 1.      | Niemcy          | 4     | 2      | 2    | 8     |
| 2.      | Hiszpania       | 4     | 0      | 1    | 5     |
| 3.      | Francja         | 2     | 2      | 2    | 6     |
| 4.      | Łotwa           | 2     | 1      | 0    | 3     |
| 5.      | Portugalia      | 2     | 0      | 0    | 2     |
| 6.      | Rosja           | 1     | 6      | 4    | 11    |
| 7.      | Wielka Brytania | 1     | 3      | 0    | 4     |
| 8.      | Grecja          | 1     | 2      | 3    | 6     |
| 9.      | Szwecja         | 1     | 1      | 2    | 4     |
| 10.     | Belgia          | 1     | 1      | 1    | 3     |
| 10.     | Włochy          | 1     | 1      | 1    | 3     |
| 12.     | Bułgaria        | 1     | 0      | 1    | 2     |
| 12.     | Islandia        | 1     | 0      | 1    | 2     |
| 14.     | Białoruś        | 1     | 0      | 0    | 1     |
| 14.     | Dania           | 1     | 0      | 0    | 1     |
| 14.     | Estonia         | 1     | 0      | 0    | 1     |
| 14.     | Jugosławia      | 1     | 0      | 0    | 1     |
| 18.     | Czechy          | 0     | 3      | 0    | 3     |
| 19.     | Polska          | 0     | 1      | 2    | 3     |
| 20.     | Rumunia         | 0     | 1      | 1    | 2     |
| 20.     | Słowenia        | 0     | 1      | 1    | 2     |
| 22.     | Holandia        | 0     | 1      | 0    | 1     |
| 23.     | Armenia         | 0     | 0      | 1    | 1     |
| 23.     | Mołdawia        | 0     | 0      | 1    | 1     |
| 23.     | Norwegia        | 0     | 0      | 1    | 1     |
| 23.     | Ukraina         | 0     | 0      | 1    | 1     |

## Wyniki zawodów

### Mężczyźni

#### Konkurencje biegowe
| Konkurencja | Złoto                            | Złoto   | Srebro                             | Srebro  | Brąz                            | Brąz    |
| ----------- | -------------------------------- | ------- | ---------------------------------- | ------- | ------------------------------- | ------- |
| 60 m        | Marc Blume · Niemcy              | 6,62    | Jason John · Wielka Brytania       | 6,64    | Peter Karlsson · Szwecja        | 6,64    |
| 200 m       | Erik Wijmeersch · Belgia         | 21,04   | Alexios Alexopoulos · Grecja       | 21,05   | Torbjörn Eriksson · Szwecja     | 21,07   |
| 400 m       | Du’aine Ladejo · Wielka Brytania | 46,12   | Pierre-Marie Hilaire · Francja     | 46,82   | Ashraf Saber · Włochy           | 46,86   |
| 800 m       | Roberto Parra · Hiszpania        | 1:47,74 | Giuseppe D’Urso · Włochy           | 1:48,04 | Wojciech Kałdowski · Polska     | 1:48,40 |
| 1500 m      | Mateo Cañellas · Hiszpania       | 3:44,50 | Anthony Whiteman · Wielka Brytania | 3:44,78 | Abdelkader Chékhémani · Francja | 3:45,96 |
| 3000 m      | Anacleto Jiménez · Hiszpania     | 7:50,06 | Christoph Impens · Belgia          | 7:50,19 | Panayiotis Papoulias · Grecja   | 7:50,80 |
| 60 m ppł    | Igors Kazanovs · Łotwa           | 7,59    | Guntis Peders · Łotwa              | 7,65    | Jonathan Nsenga · Belgia        | 7,66    |

#### Konkurencje techniczne
| Konkurencja    | Złoto                       | Złoto | Srebro                             | Srebro | Brąz                           | Brąz  |
| -------------- | --------------------------- | ----- | ---------------------------------- | ------ | ------------------------------ | ----- |
| skok wzwyż     | Dragutin Topić · Jugosławia | 2,35  | Leonid Pumalainen · Rosja          | 2,33   | Steinar Hoen · Norwegia        | 2,31  |
| skok o tyczce  | Dmitri Markow · Białoruś    | 5,85  | Wiktor Czistiakow · Rosja          | 5,80   | Piotr Boczkariew · Rosja       | 5,80  |
| skok w dal     | Mattias Sunneborn · Szwecja | 8,06  | Bogdan Țăruș · Rumunia             | 8,03   | Spyridon Vasdekis · Grecja     | 8,03  |
| trójskok       | Māris Bružiks · Łotwa       | 16,97 | Francis Agyepong · Wielka Brytania | 16,93  | Armen Martirosjan · Armenia    | 16,74 |
| pchnięcie kulą | Paolo Dal Soglio · Włochy   | 20,50 | Dirk Urban · Niemcy                | 20,04  | Sven-Oliver Buder · Niemcy     | 19,91 |
| siedmiobój     | Erki Nool · Estonia         | 6188  | Tomáš Dvořák · Czechy              | 6114   | Jón Arnar Magnússon · Islandia | 6069  |

### Kobiety

#### Konkurencje biegowe
| Konkurencja | Złoto                         | Złoto      | Srebro                          | Srebro  | Brąz                          | Brąz    |
| ----------- | ----------------------------- | ---------- | ------------------------------- | ------- | ----------------------------- | ------- |
| 60 m        | Ekaterini Tanu · Grecja       | 7,15       | Odiah Sidibé · Francja          | 7,25    | Jerneja Perc · Słowenia       | 7,28    |
| 200 m       | Sandra Myers · Hiszpania      | 23,15      | Erika Suchovská · Czechy        | 23,16   | Złatka Georgiewa · Bułgaria   | 23,40   |
| 400 m       | Grit Breuer · Niemcy          | 50,81      | Olga Kotlarowa · Rosja          | 51,70   | Tatiana Czebykina · Rosja     | 51,71   |
| 800 m       | Patricia Djaté · Francja      | 2:01,71    | Stella Jongmans · Holandia      | 2:01,88 | Swietłana Mastierkowa · Rosja | 2:02,86 |
| 1500 m      | Carla Sacramento · Portugalia | 4:08,95    | Jekatierina Podkopajewa · Rosja | 4:09,65 | Małgorzata Rydz · Polska      | 4:10,50 |
| 3000 m      | Fernanda Ribeiro · Portugalia | 8:39,48 CR | Sara Wedlund · Szwecja          | 8:50,32 | Marta Domínguez · Hiszpania   | 8:53,34 |
| 60 m ppł    | Patricia Girard · Francja     | 7,89       | Brigita Bukovec · Słowenia      | 7,90    | Monique Tourret · Francja     | 8,09    |

#### Konkurencje techniczne
| Konkurencja    | Złoto                       | Złoto | Srebro                      | Srebro | Brąz                           | Brąz  |
| -------------- | --------------------------- | ----- | --------------------------- | ------ | ------------------------------ | ----- |
| skok wzwyż     | Alina Astafei · Niemcy      | 1,98  | Niki Bakojani · Grecja      | 1,96   | Olga Bolșova · Mołdawia        | 1,94  |
| skok o tyczce  | Vala Flosadóttir · Islandia | 4,16  | Christine Adams · Niemcy    | 4,05   | Gabriela Mihalcea · Rumunia    | 4,05  |
| skok w dal     | Renata Nielsen · Dania      | 6,76  | Jelena Sinczukowa · Rosja   | 6,75   | Claudia Gerhardt · Niemcy      | 6,74  |
| trójskok       | Iwa Prandżewa · Bułgaria    | 14,54 | Šárka Kašpárková · Czechy   | 14,50  | Ólga Vasdéki · Grecja          | 14,30 |
| pchnięcie kulą | Astrid Kumbernuss · Niemcy  | 19,79 | Irina Chudorożkina · Rosja  | 19,07  | Wałentyna Fediuszyna · Ukraina | 18,90 |
| pięciobój      | Jelena Lebiedienko · Rosja  | 4685  | Urszula Włodarczyk · Polska | 4597   | Irina Wostrikowa · Rosja       | 4545  |

## Objaśnienia skrótów
- CR – rekord mistrzostw Europy